# Freco
Freco is een Duits historisch merk van motorfietsen.
De bedrijfsnaam was: Freco Motorradbau, Kurt Freiberg & Co., Hannover.
Kurt Freiberg begon in 1923 met de productie van zijn motorfietsen, maar hij deed dat tegelijk met honderden andere merken in Duitsland. Net als de concurrentie kocht hij om de productiekosten laag te houden inbouwmotoren van bestaande fabrikanten, in dit geval 145- en 173cc-DKW-tweetaktmotoren en 197cc-Runge-zijklepmotoren. Anders dan de meeste merken, die zich richtten op de lichte en goedkope toermodellen waar in het Duitsland van na de Eerste Wereldoorlog vraag naar was, leverde hij echter ook sport- en wegracemodellen met 173- en 247cc-Blackburne-kopklepmotoren.
Doordat er ineens honderden motorfietsmerken waren ontstaan was de concurrentie echter enorm. Men kon geen dealernetwerk opbouwen en moest klanten vinden in de eigen regio, wat vooral in grote steden als Hannover moeilijk was, want er waren tientallen merken gevestigd. Toen Freco in 1925 de productie moest beëindigden trof in datzelfde jaar ruim 150 andere merken hetzelfde lot.